# 济南市历城第二中学
济南市历城第二中学，简称历城二中，是位于中华人民共和国山东省济南市历城区的一所高级中学。始建于1958年，现有唐冶、彩石两个校区。其校训为“人生在勤、志达天下”。历城二中为公立高中，同时以民办学校济南稼轩学校的名义另设小学、初中及高中部。

## 历史沿革
学校创校于1958年，其前身为山东省历城第三中学。1962年更名为“山东省历城第二中学”，1963年成为全日制完全中学，1970年改名为“董家中学”，1978年恢复“山东省历城第二中学”的名称，1987年更名为“济南市历城第二中学”并沿用至今。
2004年学校另设民办初中部，称为“济南稼轩学校”，以改变生源结构和解决教职工子女上学问题。2014年高中部开始招生，2019年小学部开始招生，初中部和小学部常被称为“稼轩中学”和“稼轩小学”。两校共用教学资源，部分教师会同时在两个学校上课，而稼轩初中部也有更多历城二中指标生的名额。
历城二中曾经为董家镇的农村高中，教学质量与市区相比有很大差距，甚至因位置偏远、管理严厉被称为“历城第二监狱”。为改变现状，学校开始着手一系列教学改革，并在2004年创办初中部，在2008年组织奥赛培训，发展出“英才教育、科技创新教育和艺术教育”的特色。经过多年发展，学校在学习成绩、学科竞赛和科创文艺领域均有突破，逐渐成为济南市民公认的重点学校之一。在推行“集团化办学”的背景下，2015年成立历城二中教育集团，截至2020年已签约31家中小学。
学校在董家老校区期间，因污染排放问题与附近的齐鲁制药厂有着长达十余年的纠纷，学校方面每年投诉达数百次，虽然市、区两级政府都有协调和处理，但问题一直无法彻底解决。制药厂曾多次发生火灾和爆炸事故，2016年10月10日晚，制药厂再次发生爆炸，周围震感强烈，又散发了恶臭的白色粉尘，引发了学校师生和家长集体不满。10月14日，历城二中宣布，历城区政府拟将学校迁建至董家镇南侧的唐冶新区。2018年，新校区建成并投入使用，项目规划用地约198亩，总建筑面积12.37万平方米。2022年，成立彩石校区并开始招生。